# Passeig Pere III (Manresa)
El Passeig de Pere III és el principal bulevard del municipi de Manresa (Bages) inclosa en l'Inventari del Patrimoni Arquitectònic de Catalunya. Té una longitud total de 1.070 metres que s'estenen des de la plaça de Sant Domènec fins a la carretera de Vic. Al llarg del traçat s'hi poden distingir tres seccions diferents. Juntament amb el carrer d'Àngel Guimerà, conforma el nucli comercial principal de la ciutat.
Va ser construït durant el segle xix, coincidint amb la primera gran expansió de la ciutat fora del recinte de muralles del segle xiv. El primer tram, que comprèn l'espai entre las actuals places de Sant Domènec i de Crist Rei, va ser inaugurat el 1891. A partir d'aquest moment, els voltants del passeig es van convertir en l'espai predilecte per a les noves residències de la burgesia industrial manresana. Moltes de les famílies industrials de la ciutat i la rodalia van finançar la construcció dels edificis modernistes i noucentistes que es poden trobar passejant per aquesta zona. Alguns exemples en són el Casino, la casa Gabernet Espanyol, la casa Lluvià o el Casal Regionalista.
El nom de passeig de Pere III va ser adoptat el 1928, en honor a aquest sobirà, Pere el Cerimoniós. Un any més tard, es va inaugurar l'últim tram del bulevard, que uneix la plaça d'Espanya amb la de Bonavista.

## Descripció
És un passeig amb una llargària de 1.070 metres, amb dos trams rectilinis al començament i al final del seu curs unit per una corba que s'enfila suaument pel replà nord-oest de Puigterra. És un carrer ample, arbrat amb plàtans i amb algun petit parterre de verdor. En el seu recorregut hi ha tres petits jardins en sengles places intermèdies, amb jocs infantils i brolladors discrets que contribueixen a fer-lo més bonic.
Té casals modernistes o de factura mixta amb reminiscències gòtiques. Romàniques o renaixentistes, principalment a la part inferior, i a la part superior abunden els edificis de construcció molt més moderna.

## Història
- 1879.- s'assenten les bases d'acord on es fixà que l'amplada del passeig seria de 120 pams i que s'indemnitzaria als propietaris amb 2500 pessetes.[1]
- 1882.- es signaren les bases definitives per la construcció damunt l'antic Torrent dels Predicadors que fou cobert i transformat en claveguera.[2]
- 1891.- s'inaugura el primer tram del passeig la vigília de Sant Pere.[1]
- 1929.- es fa la prolongació del passeig fins a la Bonavista.[1]